# Prvenstvo Avstralije 1954
Prvenstvo Avstralije 1954 v tenisu.

## Moški posamično
Mervyn Rose :  Rex Hartwig, 6–2, 0–6, 6–4, 6–2

## Ženske posamično
Thelma Coyne Long :  Jenny Staley, 6–3, 6–4

## Moške dvojice
Rex Hartwig /  Mervyn Rose :  Neale Fraser /  Clive Wilderspin, 6–3, 6–4, 6–2

## Ženske dvojice
Mary Bevis Hawton /  Beryl Penrose :  Hazel Redick-Smith /  Julia Wipplinger, 6–3, 8–6

## Mešane dvojice
Thelma Coyne Long /  Rex Hartwig :  Beryl Penrose /  John Bromwich, 4–6, 6–1, 6–2